# خفاش میوه‌خوار بینی‌لوله‌ای فیلیپین
خفاش میوه‌خوار بینی‌لوله‌ای فیلیپین (نام علمی: Nyctimene rabori) نام یک گونه از سرده خفاش‌های میوه‌خوار بینی‌لوله‌ای است.